# El jardín secreto
El jardín secreto (The Secret Garden) es una novela del Frances Hodgson Burnett publicada por primera vez como libro en 1911, luego de ser serializada en la revista The American Magazine entre noviembre de 1910 y agosto de 1911. Ambientada en Inglaterra, es una de las novelas más populares de Burnett y se considera un clásico de la literatura infantil inglesa. Ha sido adaptada en numerosas ocasiones al cine y a la televisión.

## Personajes del libro
- Mary Lennox: Es una niña de nueve años cuya vida ha sido muy triste. Nació en la India. Su padre, un oficial del gobierno británico, y su madre, una mujer que sólo le interesa su propia vida social, que no la deseaba para nada y la han evitado desde el día de su nacimiento. Al quedar huérfana,  debido al brote de cólera, y al no poder estar al cuidado de su aya, la niña es enviada a la mansión de su tío.
- El Señor y la Señora Lennox (los padres): Los padres de Mary. El Sr. Lennox había sido un funcionario del gobierno británico y siempre estaba muy ocupado con sus obligaciones. La Sra. Lennox era la hermana gemela de la Sra. Lilias Craven y cuñada del Sr Craven y era una joven delgada,  bella y radiante a la que sólo le importaba su propia vida social. Al nacer Mary, su madre la dejó al cuidado de una aya hindú, ya que no le agradaba su hija. Tanto ellos como todos sus empleados fallecen víctimas del masivo contagio del cólera, excepto su hija Mary que fue la única superviviente de la casa, sin enfermarse con la bacteria.
- Sra. Medlock (la ama de llaves): La estricta y malhumorada ama de llaves de Misselthwaite Manor. Detesta a Mary y la considera una carga para ella y para la mansión.
- Martha (mucama): Es la sirvienta de Mary, al estar tan cerca de ella muy pronto se transforma en su amiga. Es muy alegre y cordial, a pesar de que su vida ha sido muy dura ya que su familia es muy pobre.
- Benjamín "Ben" Weatherstaff: Uno de los tantos jardineros de Misselthwaite Manor. El cuidó del jardín secreto durante ocho años desde que Lilias murió.
- Petirrojo: aunque parece que no es un gran personaje en el libro, este pájaro es el mejor amigo de Ben y Mary. Es quien descubre a la niña dónde está la llave y donde se encuentra la puerta al misterioso jardín secreto.
- Señor Craven: Es el dueño de Misselthwaite Manor y el tío de Mary. Su esposa murió al caer de una rama en su jardín. Debido a esto, él cerró la puerta del jardín y enterró la llave. Su hijo, Collin, nunca ha recibido cariño, ya que sin su esposa él está muy triste.
- Sra. Lilias Craven: La esposa del Sr. Craven y madre de Colin. Era una mujer muy alegre y feliz que poseía un jardín, y siempre subía a un árbol por el cual trepaban las rosas. Un día, esa rama se rompió y cayó al suelo, muriendo a consecuencia de la caída.
- Dickon Sowerby: Es un niño (uno de los doce hermanos de Martha) que se dedica a pastorear a las ovejas. Posee una habilidad muy especial: puede entender y hablar con los animales. A Mary le encantaba oír historias sobre Dickon, y cuando lo conoció, se alegró mucho y al conocerle cuando le trae las semillas, Mary decide llevarle al jardín secreto para que la ayude a cuidar de él.
- Colin Craven: Es un niño con discapacidad, histérico y malcriado del Sr. Craven (quien simula una indiferencia hacia su hijo que esconde el dolor que le despierta su gran parecido con su fallecida esposa). Tiene diez años de edad. Pasa los días encerrado en su habitación y todos piensan que va a morir y él pensando en que va a tener una joroba en la espalda como su padre, pero eso no es así, al conocer a Mary y a Dickon, su vida cambia para siempre.
- Susan Sowerby: La madre de Dickon, de Martha y de otros doce hijos. Ella y su familia son pobres, pero eso no impide que tenga un carácter bondadoso. Piensa que Mary debería ser libre y que Colin debería salir a jugar, no estar encerrado para morir. Es muy amable y gentil.
- Dr. Craven: Un primo muy  pobre de la familia y el médico de Colin. Desea la muerte de Colin para convertirse en el heredero de la mansión.
- Basil: Era un niño de la familia que inicialmente se encargaba de cuidar a Mary. Él la odiaba, al igual que toda su familia.

## Ambientes
- El jardín secreto: Aquí jugaban Colin, Dickon y Mary estaba cubierto de flores por la primavera, estaba lleno de colores y era muy especial para los niños y Lilias Craven.
- El paramo: Está al lado de la mansión, este esta cubierto de huertos, tenía grandes muros y era muy grande
- La mansión de Archivald: Aquí vivía Archivald Craven, su hijo Colin y Mary, además de los sirvientes. Ésta cuenta con cien habitaciones, muchos cuadros y tiene más de seiscientos años.[cita requerida]